# Kannuwara
Kannuwara era una ciutat de la Terra Alta Hitita, no lluny de la frontera d'Hayasa.
Aprofitant que el rei Mursilis II havia estat cridat per l'"hepat" (sacerdot) de Kummani per celebrar un festival religiós i havia sortit de la zona fronterera on lluitava, deixant les operacions de guerra al seu cap de vins (alt càrrec de la cort) Nuwanza, el rei Anniya d'Azzi i Hayasa va atacar Istitina i Kannuwara. Anniya va arribar a Istitina i la va destruir però Kannuwara va resistir l'atac i va expulsar els atacants que la van haver d'assetjar. El rei va ordenar una sortida però Nuwanza va consultar els presagis que no eren favorables i no es va fer; Nuwanza va informar al rei. Aquest va deixar passar un temps i després va demanar uns nous auspicis que, lògicament, ara eren favorables, i va enviar al príncep Nana-ziti a Nuwanza per comunicar-li els nous auguris i que podia tirar endavant. Nuwanza va iniciar l'atac, i les cròniques diuen que van sortir a enfrontar-se amb ell deu mil homes i set-cents carros de guerra, i els va vèncer, fent una gran quantitat de morts i de presoners.